# مذبحة زورمي
مذبحة زورمي في الفترة من 11 إلى 12 يونيو 2021 وقعت مذبحة في زورمي بولاية زامفارة بنيجيريا.
في 11 و12 يونيو 2021 هاجمت مجموعة من المسلحين على دراجات نارية قرى كاداوا وكواتا ومادوبا وغاندا سامو وساولاوا واسكاوا في منطقة زورمي المحلية الحكومية بولاية زامفارا في شمال غرب نيجيريا مما أسفر عن مقتل 53 شخصًا.